# Франко (економіка)
Фра́нко (з італ. franco — букв. вільний; фр. franko, англ. free) — термін у міжнародній торгівлі, що позначає певне місце, визначене в договорі купівлі-продажу, у якому відбувається перехід відповідальності за нього від продавця до покупця [вид торгової операції, при якій в ціну товару включаються витрати по доставці товару в місце призначення]. За доставку товару до цього місця вся відповідальність (та витрати) покладаються на продавця. Після доставки товару в це місце, відповідальність за товар (та всі подальші витрати на перевезення) переходить до покупця. 
Розрізняють франко-вагон (англ. Free On Rail, FOR) — коли  на продавця покладається обов'язок замовлення вагонів, завантаження товару, відправки вагонів на станцію призначення та повідомлення покупця про час та місце прибуття вагонів; франко-склад постачальника, франко-склад покупця, франко-порт відправлення, франко-порт призначення, франко-борт судна, франко-резервуар, франко-аеропорт, франко-док і т. і.
Ціна «франко» — гуртова ціна з врахуванням транспортних витрат на доставку товару до місця отримання покупцем.

## Класифікація цін залежно від базисних умов постачання
Ціна «ФОБ» — контрактна ціна в зовнішньоекономічній діяльності, що включає вартість товару, а також усі витрати експортера з доставки в порт відправлення, включаючи навантаження на борт судна. Ризик випадкової загибелі чи псування товару переходить із продавця на покупця в момент фактичного перетинання товаром поручнів судна в узгодженому сторонами порту навантаження.

Ціна «ФОБ-аеропорт» — включає базисну умову постачання ФОБ («вільно в аеропорту»): продавець зобов’язаний поставити товар і передати його повітряному перевізнику в аеропорту, зазначеному покупцем, укласти від імені покупця договір на перевезення; покупець зобов’язаний оплатити перевезення, прийняти товар.

Ціна «ФОБ-судно» — включає базисну умову постачання ФОБ («вільно на борту судна»): продавець зобов’язаний за свій рахунок поставити товар на борт судна в узгодженому порту навантаження і вручити покупцю коносамент; покупець фрахтує й оплачує судно, сповіщає продавця про місце й умови навантаження. Ризик псування товару переходить на покупця в момент переходу товару на судно.

Ціна «ФОР» — включає базисні умови постачання ФОР («вільно на рейках» чи франко-станція відправлення): продавець за свій рахунок перевозить товар, завантажує у вагони чи здає на станційний склад, передає покупцю транспортні й усі комерційні документи. Покупець оплачує перевезення товару, оформляє всі митні документи, несе відповідальність з ризику псування товару з моменту передачі товару транспортній організації.

Ціна «франко-вагон» — ціна, що включає базисні умови постачання продавцем продукції до пункту відправлення вантажу залізничним транспортом: продавець зобов’язаний за свій рахунок замовити вагон і завантажити в нього товар у разі повного заповнення вагона; здати товар на пристанційний склад і одержати про це документ у разі відправлення дрібної партії товару. Усі ризики з моменту передавання вантажу залізниці несе покупець.

Ціна «франко-завод-постачальник» — ціна, що включає базисну умову постачання, за якої продавець не несе жодних зобов’язань щодо доставки товару покупцеві. Продавець повинний тільки надати товар покупцю в термін і в місці, установлених контрактом, для завантаження товару в надані покупцем транспортні засоби. Покупець несе всі ризики щодо товару з моменту одержання його на складі продавця.

Ціна «франко-кордон» — контрактна ціна за зовнішньоекономічної діяльності, що враховує вартість товару, усі витрати з перевезення і страхування товару під час його доставки до відповідного кордону (місця).

Ціна «франко-перевізник» — включає базисну умову постачання «вільно в перевізника», за якої продавець зобов’язаний здати товар у розпорядження перевізника в зазначеному покупцем пункті, передати покупцю коносамент чи накладну розписку перевізника, укласти за свій рахунок договір перевезення; покупець оплачує витрати з формування вантажних партій, з вивантаження товару. Навантаження зазвичай оплачує продавець.